# Parigi-Tours Espoirs 2011
La Parigi-Tours Espoirs 2011, sessantanovesima edizione della corsa e valida come evento dell'UCI Europe Tour 2011 categoria 1.2, riservata agli Under 23, si svolse il 9 ottobre 2011 su un percorso di 178,5 km. Fu vinta dal francese Fabien Schmidt che giunse al traguardo con il tempo di 4h08'40", alla media di 43,06 km/h.
Al traguardo 129 ciclilsti portarono a termine il percorso.

## Ordine d'arrivo (Top 10)
| Pos. | Corridore          | Squadra        | Tempo    |
| ---- | ------------------ | -------------- | -------- |
| 1    | Fabien Schmidt     | UC Nantes      | 4h08'40" |
| 2    | Gijs Van Hoecke    | Omega Pharma   | a 30"    |
| 3    | Angélo Tulik       | Vendée U       | s.t.     |
| 4    | Christophe Premont | Wallonie Brux. | a 43"    |
| 5    | Jasper Bovenhuis   | Rabobank Con.  | a 45"    |
| 6    | Wesley Kreder      | Rabobank Con.  | s.t.     |
| 7    | Jimmy Raibaud      | CR4C Roanne    | s.t.     |
| 8    | Warren Barguil     | AC Lanester 56 | s.t.     |
| 9    | Boris Zimine       | CC Étupes      | s.t.     |
| 10   | Erwan Teguel       | UC Nantes      | s.t.     |